# Amos Fortune
Amos Fortune è un personaggio dei pubblicati dalla DC Comics. È un supercriminale che comparve per la prima volta in Justice League of America n. 6 (agosto 1961).

## Biografia del personaggio
Da bambino, Fortune era il capo di una banda di delinquenti giovanili. Da adulto, si ossessionò alla fortuna, sia buona che cattiva, e scoprì l'esistenza di "ghiandole di fortuna" presenti negli esseri umani che dettavano come la fortuna di una persona sarebbe stata. Dopo aver imparato come controllare tali ghiandole per manipolare la sua fortuna, rimise insieme la sua vecchia banda e creò l'originale Banda della Scala Reale, che si batté contro la Justice League of America in due occasioni. La prima volta che il Professor Fortune incontrò la Justice League tentò di rubare la loro "buona fortuna", ma fu sconfitto.
Fortune si ritrovò a combattere contro la Justice League numerose volte. All'inizio, agì come leader della Banda della Scala Reale, sebbene li abbandonò poco dopo. Al loro posto, creò la Luck League di breve durata, un gruppo che poteva mimare ogni potere dei membri della Justice League. Sempre successivamente, Fortune riuscì a sconfiggere la Justice League Europe, ma fu di nuovo battuto quando la sua fortuna finì.
Quando i Parademoni fecero saltare in aria la House of Secrets in Villains United n. 6 (2005), Fortune fu ferito, ma sopravvisse. Tuttavia, quando si unì allo Spaventapasseri per fuggire dall'Enclave M in Villains United Infinite Crisis Special, fu gettato fuori dall'elicottero dei Segreti Sei da Knockout, dopo aver insultato la sua ragazza, Scandal.
Come in JSA Classified n. da 14 a 16, sembrò che Fortune sopravvisse alla caduta dall'elicottero e stesse ora pianificando un attacco contro la Justice Society of America usando il Mago come punto per la "luck magicks" - alias energia stellare - al fine di distruggere il gruppo di eroi, utilizzando Wildcat come pedina sotto controllo mentale. Vixen e Gypsy aiutarono Stargirl contro tale piano, dato che lo affrontarono anni prima durante una missione d'addestramento quando era ex-recluta della JLA, insieme a Martian Manhunter, Aquaman, Vibe, e Acciaio, e combatterono sia la prima che la seconda incarnazione della Banda della Scala Reale, come visto nel flashback in JLA Classified n. da 22 a 25.
Lo si vide comandare la Banda della Scala Reale sotto il nome in codice di "Wild Card". La nuova Banda della Scala Reale consisteva di numerosi "gruppi", uno per ogni giacca da carta. Sembrò anche che prese di mira la Justice League corrente, tutto come parte di un gioco tra lui e Roulette. La League sconfisse la Banda della Scala Reale, ma sia lui che Roulette riuscirono a fuggire. Fortune fu poi chiamato ad un magazzino dalla moglie di uno dei membri della Banda che egli aveva ucciso. La donna gli sparò in faccia di punto in bianco.

## Poteri e abilità
Amos Fortune inventò una macchina "Stimolatrice" che poteva donare ad una persona sia la buona che la cattiva sorte.